# 鳥飼八幡宮
鳥飼八幡宮（とりかいはちまんぐう）は、福岡県福岡市中央区今川にある神社で旧社格は県社。
福岡市の鎮守として崇敬され、また縁結び、安産、子守りの神としても信仰されている。

## 祭神

### 本殿御祭神
- 中殿：応神天皇（おうじんてんのう） - 文化の神・厄除けの神
- 左殿：神功皇后（じんぐうこうごう）子安の神
- 右殿：玉依姫尊（たまよりひめのみこと） - 縁むすびの神
- 讃岐金刀比羅宮 合祀
- 大物主大神（おおものぬしのおおかみ） - 航海・交通安全の神
- 崇徳天皇（すとくてんのう） - 徳島岩吉（以西底引き網漁業で活躍。 戦後、徳島水産（現：トクスイコーポレーション）を興し、多角経営に積極進出）が宮司と相談し、鳥飼八幡宮本殿に海上安全の神、讃岐金刀比羅宮として大物主と崇徳天皇を合祀した

写真
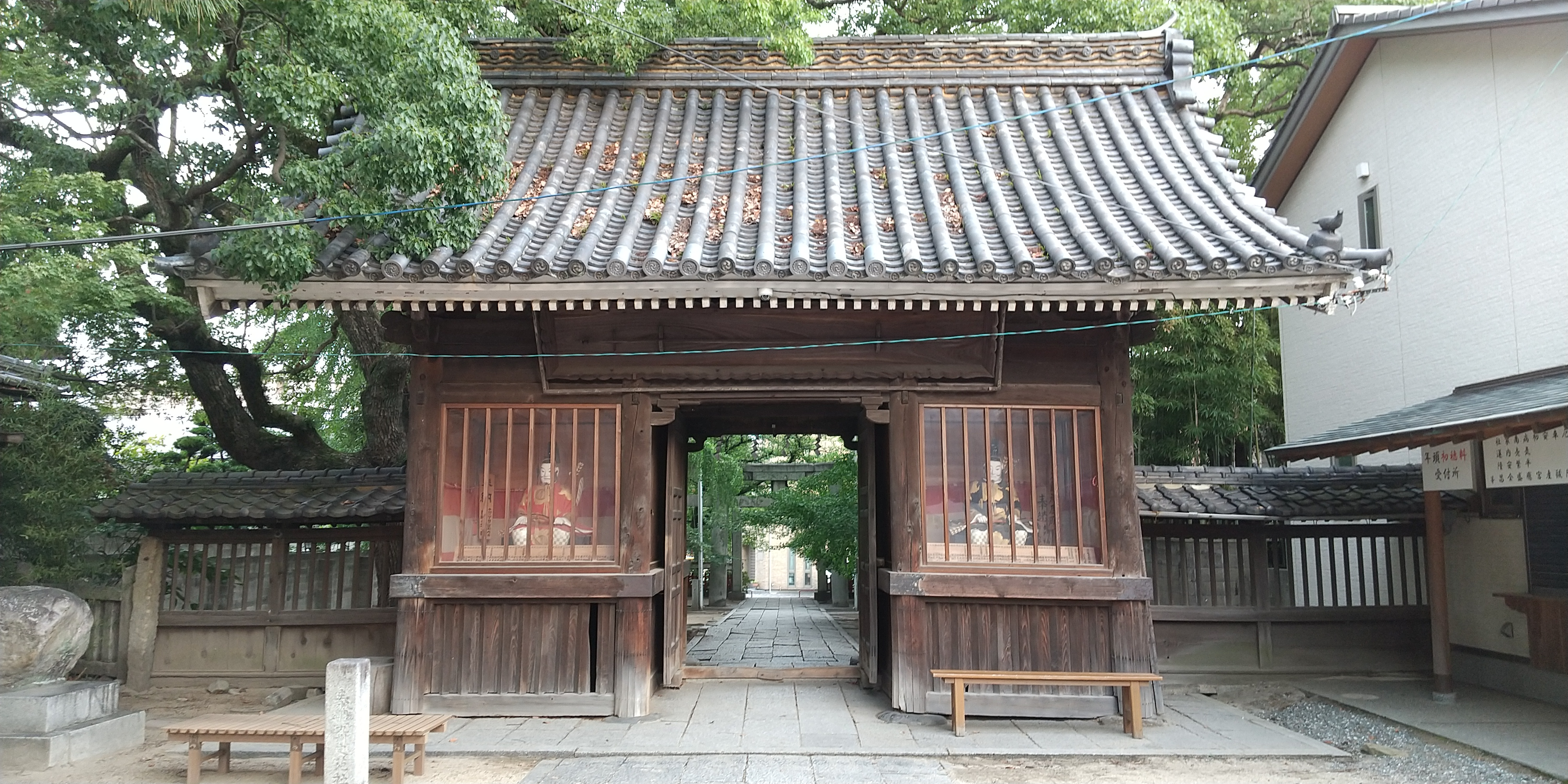
楼門（北側）
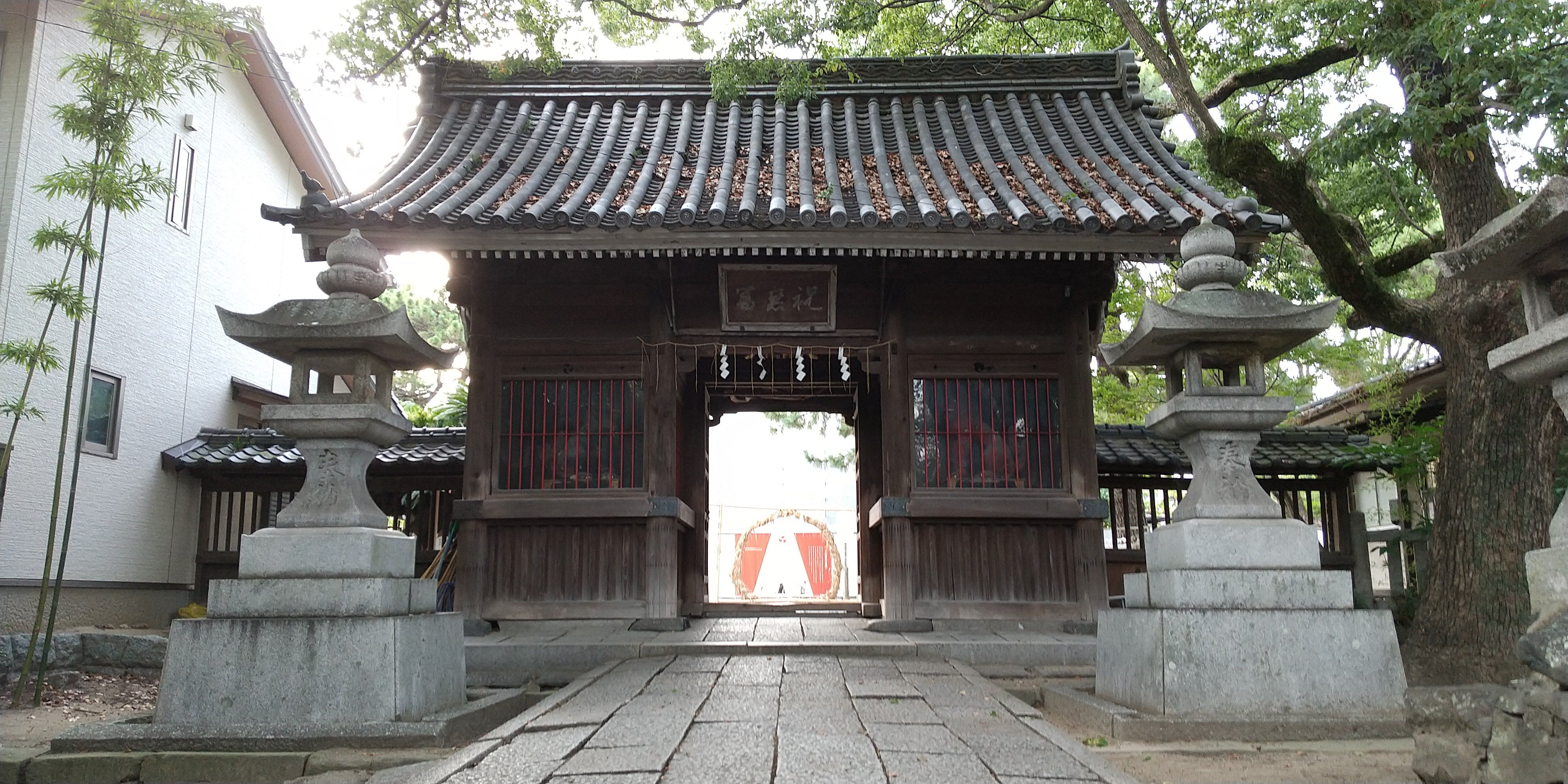
楼門（南側）

### 境内摂社末社

#### 黒殿神社
- 武内大臣（たけうちおおおみ） - 延命長寿の神
- 鳥飼黒主（とりかいくろぬし） - 鳥飼氏始祖

神功皇后、応神天皇を補佐した家臣武内宿禰は400年の生を得た伝説的な大臣。延命長寿の神だが、当宮創建にも関わりのある神。同社には、神宮皇后をもてなした鳥飼氏の始祖も祀られている。
※黒殿神社は老朽化のため、2020年（令和2年）6月に解体。御神体は一時御本殿、仮宮に遷座。今後、遷宮事業の一環として再建を予定。

#### 天満神社
- 菅原道真（すがわらのみちざね） - 学業の神
- 倉稲魂命（くらいなたまのみこと） - 農耕の神 ※合祀

#### 恵比須神社
- 八重事代主神（やえのことしろぬしのかみ） - 商売繁盛の神
- 狭依姫神（さよりのひめかみ） - 美容の神 ※合祀

写真
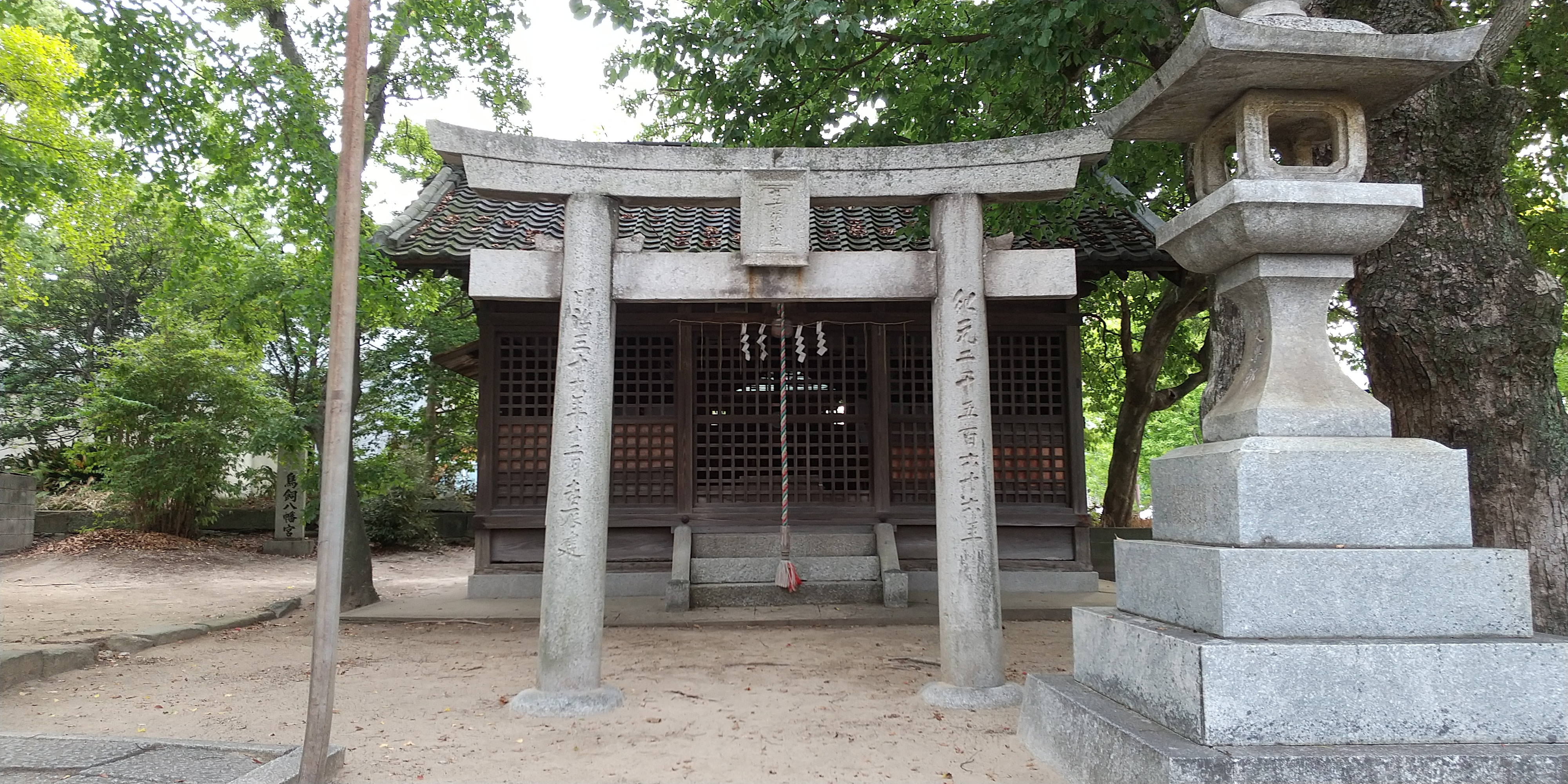
恵比須神社（鳥飼八幡宮の境内摂末社）

#### 鹽竈北辰神社（しおがまほくしんじんじゃ）
- 武甕槌神（たけみかづちのかみ） - 相撲の神
- 経津主神（ふつぬしのかみ） - 武芸上達・勝利の神
- 塩土翁神（しおつちおうのかみ） - 料理の神
- 天御中主神（あめのみなかぬしのかみ） - 教育の神 ※合祀

写真
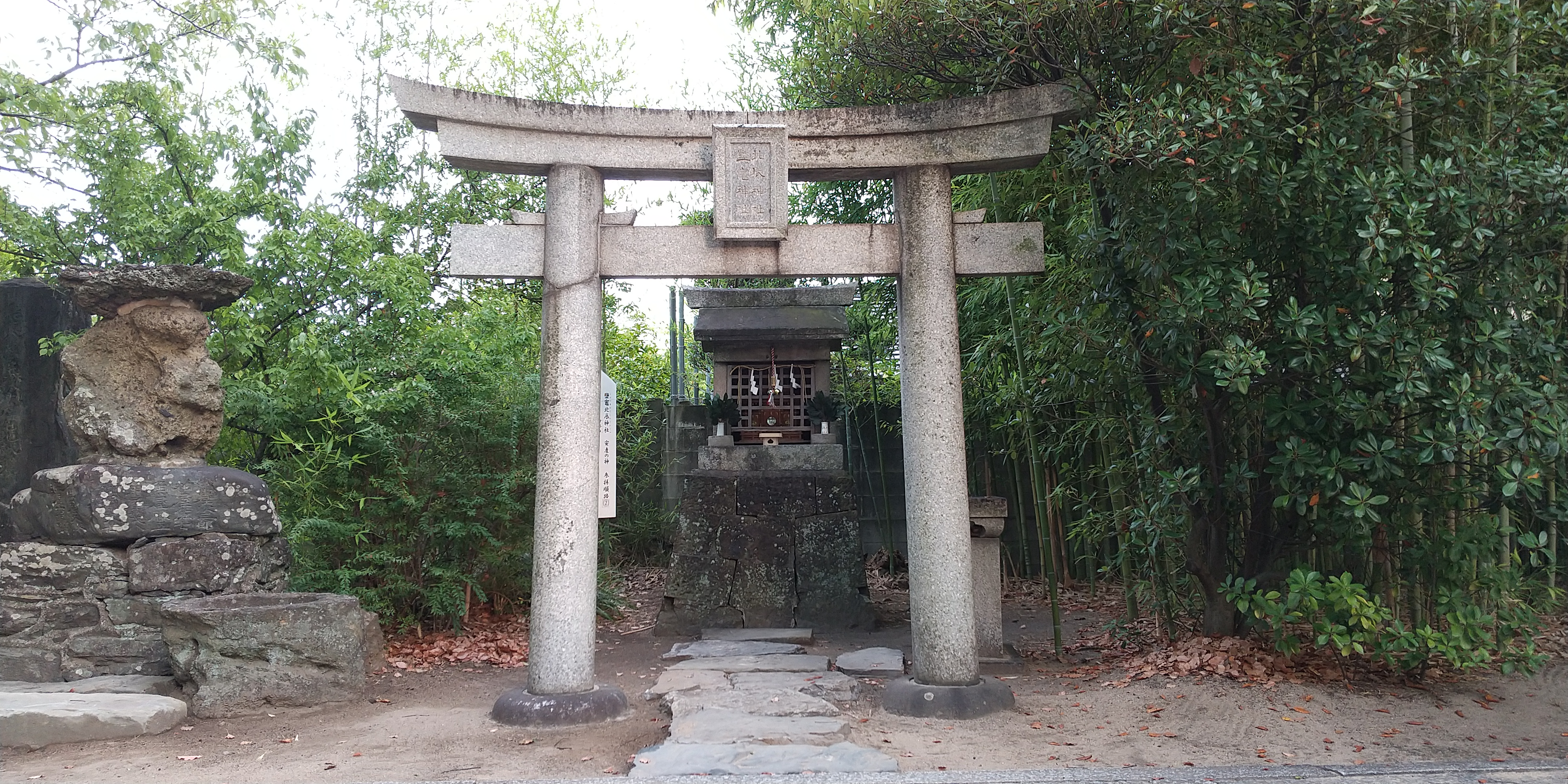
鹽竈北辰神社（鳥飼八幡宮の境内摂末社）

#### 平野神社
- 平野國臣（ひらの くにおみ）

## 歴史
神功皇后が三韓征伐からの帰途、姪浜（福岡市西区）に上陸し鳥飼村平山にて宴を開いた。このとき、人々が膳を用意しもてなしたところ皇后はたいへん喜び、胎内の皇子（後の応神天皇）の将来を祝し、近臣等に自らお酒を勧め、この地に泊り、後に村長になった人物の子孫が神功皇后ゆかりの地に社殿を建てて、「若八幡」と名付けて祀ったのが鳥飼八幡宮の発祥と伝えらる。神社は代々鳥飼氏が奉祀していたが中世以降、戦乱の時代になると香椎宮大宮司の武内氏の支族を招いて社職を司らせた。
その後、慶長5年（1600年）の関ケ原の戦いでの軍功により黒田長政が筑前の国主となり福岡城を築き、慶長13年（1608年）に鳥飼村八幡宮御社地に長政の別邸を建てることになり、鳥飼浜松林の中（現在の鎮座地）に仮宮を建てて平山式部丞重道が八幡宮を遷し祀った。
その後寛永2年（1625年）鳥飼氏氏子により新たに神殿を建立し、正遷宮を行った。この拝殿は重道が自力で建立し、古宮付近の土地を「茶屋の内」または「茶屋の山」と呼ぶようになった。そのお祝いに2代藩主忠之より米7石の奉納を賜り、鳥飼八幡宮は福岡城西の総氏神として、城下の人々の崇敬を集めた。以来、城の西側で生まれた子供は当宮でお宮参りなどを行い、大いに賑わうこととなった。
しかし、鳥飼村の氏子たちは古来の祭典が途絶えてしまっていたことを嘆き、寛永18年（1641年）から再びさまざまな祭典を行うようになり、これは今日でも途絶える事なく続けられている「宮座献饌祭」である。
鳥飼八幡宮に御供を祀るため、古くからの習しに従い藁の包みに入れ精進潔斎をして供進するが、その通路にあたる鳥飼 - 八幡宮に至る間の道は「御供道（ごくみち）」と呼ばれた。現在の鳥飼三丁目埴安神社横より西町公園に至る小道がそれにあたる。
明治35年（1902年）には、旧社地に福岡女子師範学校が建設される事になり、大正12年（1923年）5月に有志が「神功皇后御駐輦の跡」と記した石造の記念碑を建てた。これは現在の福岡市立南当仁小学校西側県営住宅のなかにある。
納骨堂「祖霊殿」が、令和3年（2021年）度にグッドデザイン賞受賞。

## 祭祀
| 1月1日   | 歳旦祭         |
| 1月3日   | 元始祭         |
| 2月3日   | 星祭節分祭     |
| 2月11日  | 建国祭         |
| 春分の日 | 春季祖霊祭     |
| 5月19日  | 春祭金刀比羅祭 |
| 7月19日  | 夏越祭         |
| 秋分の日 | 秋季祖霊祭     |
| 10月19日 | 秋季大祭       |
| 11月15日 | 子供祭七五三詣 |
| 12月4日  | 宮座献餞祭     |
| 12月31日 | 大祓祭除夜祭り |